# Кліт крушиновий
Клі́т круши́новий (лат. Clytus rhamni Germar, 1817) — вид жуків з родини вусачів.

## Хорологія

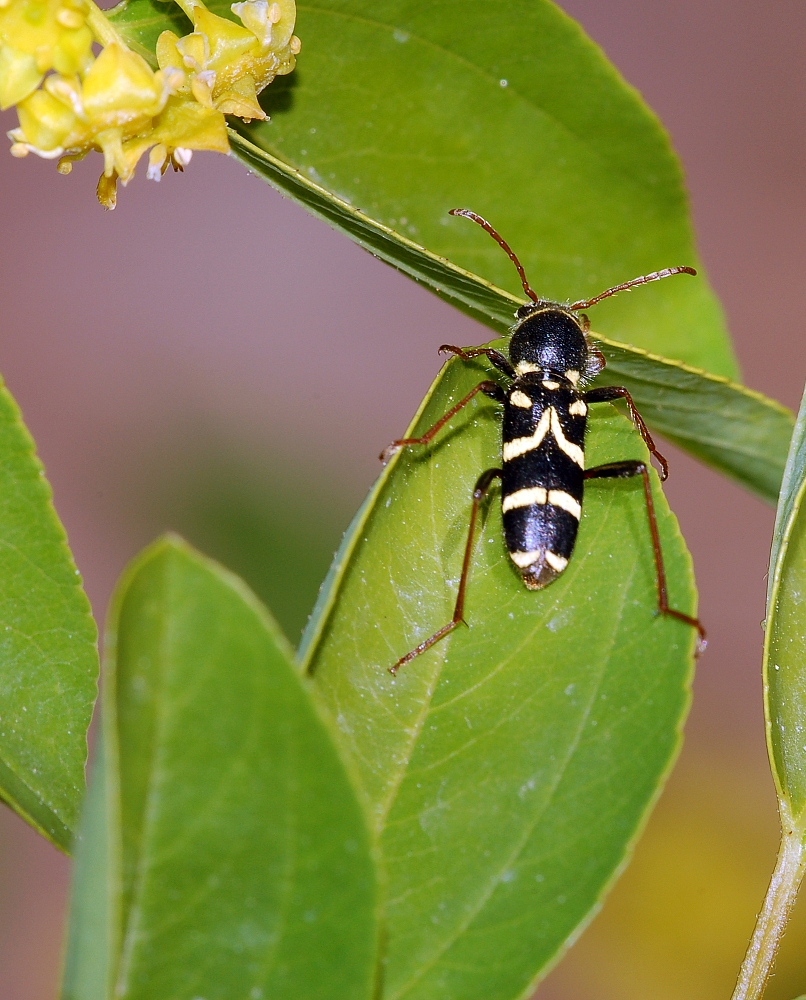
Імаго Кліта крушинового (Clytus ramni Germar, 1817)

C. ramni – пан'європейський вид європейського зооґеографічного комплексу. Ареал охоплює Європу, Кавказ, Закавказзя, Малу Азію, Близький Схід, Північний Іран, Західну Росію та Північний Казахстан. В Українських Карпатах зустрічається, порівняно, рідко, здебільшого в передгірних районах Закарпаття, рідше Прикарпаття. 

## Екологія
Жуки трапляються на квітах зонтичних та трояндових. Літ триває з травня по серпень. Личинка розвивається в більшості листяних дерев та чагарників, часто в інтродукованих із Середземномор’я видах. 

## Морфологія

### Імаго
Передньоспинка та основа надкрил вкриті довгими стоячими волосками. Надкрила в рідкій поцяткованості, чорні зі строкатим малюнком, аналогічним до C. arietis. Характерною ознакою виду є облямованість верхівкової волосяної плями надкрил на її зовнішньому краї чорними волосками.

### Личинка
Передній край гіпостому личинки помітно пігментований і вкритий різкими борозенками. Мозолі черевця мають по 4 поздовжні борозенки. Ноги відсутні.

## Життєвий цикл
Життєвий цикл триває два роки.

## Підвиди
1. Clytus rhamni bellieri Gautier, 1862
2. Clytus rhamni rhamni Germar, 1817
3. Clytus rhamni temesiensis Germar, 1824 — поширений у Карпатах.